# Sylvia Albrecht
Sylvia Albrecht (Berlino, 28 ottobre 1962) è un'ex pattinatrice di velocità su ghiaccio tedesca.

## Palmarès

### Olimpiadi
- 1 medaglia (con la Germania Est):
  - 1 bronzo (Lake Placid 1980 nei 1000 metri)